# Mark Matejka
Mark "Sparky" Matejka američki je glazbenik, trenutačno gitarist sastava Lynyrd Skynyrd. Zamijenio je 2006. Hughie Thomassona, a svirao je i na albumu Christmas Time Again 2000. godine.
Prije nego što se pridružio sastavu Lynyrd Skynyrd, bio je član country sastava Hot Apple Pie, te sastava Charlie Daniels Band i Sons of the Desert.

## Vanjske poveznice
- Stranice sastava Lynyrd Skynyrd